# Relations entre l'Afghanistan et la Chine
Les relations entre l'Afghanistan et la Chine sont établies formellement le 20 juin 1955 lorsque la RPC ouvre une ambassade au Royaume d'Afghanistan. 

## Histoire des relations sino-afghanes

### Pendant la guerre froide
Le premier ministre Zhou Enlai et le vice-premier ministre chinois He Long ont visité officiellement l'Afghanistan pour la première fois en janvier 1957. Initialement chaleureuses et amicales, les relations diplomatiques se sont fortement dégradées à la suite de l'invasion soviétique de l'Afghanistan en 1979. 

### République islamique d'Afghanistan (entre 2001 et 2021)
Après la chute du gouvernement taliban en 2001 à la suite de l'intervention américaine, elles se sont améliorées. En janvier 2002, le président Karzai a visité la Chine et s'est entretenu avec Jiang Zemin et Zhu Rongji. C'est à l'occasion de cette visite que des accords de coopération économique ont notamment été signés et la Chine a accepté de fournir un prêt de 15 millions de dollars américain au gouvernement afghan de Hamid Karzai pour la reconstruction de son pays.
En 2007, Pékin obtient la concession de la mine géante de cuivre d’Aynak (le deuxième gisement mondial), près de Kaboul, pour 3 milliards de dollars, mais ne peut l'exploiter à cause de la situation sécuritaire. L’Afghanistan possède également d'importantes réserves de lithium  attisant les intérêts de la Chine premier producteur mondial de véhicules électriques.
En 2016, l’Afghanistan se rallie au projet chinois des Nouvelles Routes de la soie, alors que la Chine entretient d'excellentes relations économiques, commerciales et diplomatiques avec le Pakistan voisin, avec qui celle-ci a signé un vaste programme d'investissement intitulé « China–Pakistan Economic Corridor ».

### Émirat islamique d'Afghanistan (depuis 2021)
En août 2021, la suite de la prise de Kaboul par les talibans provoque la chute du gouvernement afghan pro-américain, ouvre des opportunités à la Chine, mais celle-ci reste prudente face aux jihadistes alors qu'elle mène une répression contre le Ouïgours musulmans au Xinjiang. Le mois précédent la chute de la capitale afghane, alors que l'issue de l'offensive des talibans semble inéluctable, le gouvernement chinois accueille à Tianjin une délégation talibane, comprenant notamment le cofondateur du mouvement, le mollah Abdul Ghani Baradar. Le ministre chinois des Affaires étrangères Wang Yi, reconnait les talibans comme « une force politique et militaire cruciale en Afghanistan », tandis que son porte parole Zhao Lijian déclare attendre « des talibans qu’ils s’attaquent à toutes formes d’organisations terroristes, y compris le Mouvement islamiste du Turkestan oriental », alors que les talibans ont historiquement d'importants liens avec l'organisation islamistes chinoise. 
Lors la prise de pouvoir des talibans, contrairement à plusieurs puissances occidentales, la Chine maintient ouverte son ambassade à Kaboul où son ambassadeur reste toujours présent, mais rapatrie 210 de ses ressortissants. Pour autant, la Chine ne reconnait pas officiellement le régime des talibans, attendant de voir la composition d’un futur gouvernement qu'elle espère « ouvert, inclusif et largement représentatif ». En outre, la Chine déclare attendre des talibans des garanties sécuritaires pour ses entreprises et ses ressortissants avant d'investir en Afghanistan.
Les talibans se montrent réceptifs à ces mains tendus un porte-parole, Suhail Shaheen qualifiant la Chine de « pays ami de l’Afghanistan », tandis qu'un autre de leurs porte parole Mohammad Naeem assure que « le sol afghan ne serait pas utilisé contre la sécurité de quelque pays que ce soit ».
En juillet 2024, un accord économique est signé pour l'exploitation de la mine de cuivre afghane de Mes Aynak par la compagnie chinoise China Metallurgical Group Corporation.